# Nazionale di slittino della Slovacchia
La nazionale di slittino della Slovacchia è la rappresentativa nazionale della Slovacchia in tutte le manifestazioni dello slittino, dalle Olimpiadi ai mondiali, passando per gli europei e la Coppa del Mondo.
Raggruppa tutta gli slittinisti di nazionalità slovacca selezionati dagli appositi organi ed è attualmente posta sotto l'egida della Slovenský Zväz Sánkarov (SZS); sono inoltre previste squadre giovanili, che prendono parte ai Giochi olimpici giovanili, ai mondiali juniores, alle Coppe del Mondo juniores e giovani, nonché a tutte le altre manifestazioni internazionali di categoria.

## Storia
La Repubblica Slovacca nacque ufficialmente il 1º gennaio 1993, in seguito alla "rivoluzione di velluto", così definita per via del carattere non violento che assunse tale rivolta popolare, che nel 1989 diede il via alla caduta del regime comunista in Cecoslovacchia, trasformandola in repubblica federale e che tre anni più tardi portò alla pacifica separazione in due distinte nazioni: la Repubblica Ceca ed appunto quella slovacca. In conseguenza di ciò cessò di esistere anche la nazionale cecoslovacca, che fece la sua ultima apparizione ai campionati mondiali di Calgary 1993, e dalle sue ceneri nacquero due differenti nazionali: quella ceca e quella slovacca.
Già dalla stagione 1993/94 gli atleti slovacchi iniziarono a partecipare a tutte le più importanti competizioni di slittino quali rappresentanti della nuova nazionale, come ai campionati europei di Schönau am Königssee 1994 in cui ottennero i migliori risultati nel singolo femminile con il nono posto di Mária Jasenčáková e nella gara a squadre in cui raggiunsero la sesta piazza o ai Giochi di Lillehammer 1994, in cui parteciparono con Jozef Škvarek, che concluse in diciannovesima posizione la gara del singolo maschile, e con la Jasenčáková, che arrivò quindicesima in quella femminile.
L'unico podio a tutt'oggi mai ottenuto da un rappresentante della squadra slovacca in una competizione internazionale è stato conquistato da Jaroslav Slávik ai campionati europei di Oberhof 2004, occasione in cui colse la medaglia di bronzo nel singolo uomini. Il miglior risultato mai raggiunto nelle rassegne iridate è invece stato il quarto posto nella gara a squadre di Sigulda 2003 grazie a Jaroslav Slávik, Veronika Sabolová, Ľubomír Mick e Walter Marx.
Ai Giochi olimpici i risultati ottenuti dagli atleti slovacchi non sono quasi mai stati di alto livello; l'unica volta che si sono piazzati nei primi dieci posti in una prova olimpica è stata a Salt Lake City 2002 nel doppio, grazie a Ľubomír Mick e Walter Marx che giunsero noni; nella stessa rassegna olimpica Jaroslav Slávik ottenne quello che è il miglior risultato per quanto concerne il singolo maschile, terminando la gara in sedicesima posizione, mentre a livello femminile la migliore posizione mai raggiunta è stata colta da Veronika Sabolová a Vancouver 2010 che concluse quattordicesima. Nella gara a squadre disputata a Soči 2014 la formazione slovacca composta da Viera Gburová, Jozef Ninis, Marián Zemaník e Jozef Petrulák ha concluso la prova in decima posizione.